# Méliphage fardé
Phylidonyris niger
Espèce
Statut de conservation UICN

 LC  : Préoccupation mineure
Le Méliphage fardé (Phylidonyris niger) est une espèce de passereaux endémique d'Australie appartenant à la famille des Meliphagidae.

## Description
Il mesure en moyenne 18 cm. Il est de couleur noire et blanche avec des marques jaunes sur la queue et les ailes. Il est reconnaissable à la marque blanche qu'il porte sur chacune de ses joues. Il a un long bec légèrement incurvé vers le bas.

## Sous-espèces
D'après la classification de référence (version 5.2, 2015) du Congrès ornithologique international, cette espèce est constituée des deux sous-espèces suivantes (ordre phylogénique) :
- Phylidonyris niger gouldii ;
- Phylidonyris niger niger.